# 非常男女 (電視節目)
《非常男女》是中國電視公司曾經創下高收視率的兩性交友綜藝節目，製作單位為百是傳播，製作人是黃義雄。自1996年8月8日至2003年9月25日於每週四21:00～23:00播出，接檔同屬百是傳播製作的《歡樂一百點》。

## 歷屆主持人
- 第一任：胡瓜、高怡平。
- 第二任：胡瓜、況明潔。

## 節目簡介
《非常男女》前期為交友節目，官方英文譯名為「About Romance」，主持人為胡瓜、高怡平，主持期間為1996年8月8日至2002年11月28日，是黃義雄與胡瓜首次合作的節目。每集開場口號「非常男女，有緣千里」，設置5個單元〈一見鍾情〉、〈非常話題〉、〈二見鍾情〉、〈老實說〉、〈非常速配〉。適婚年齡的觀眾可向百是傳播報名，先參加各地區舉辦的面談會，資格符合並有意願上節目者再安排錄影時間。2002年，高怡平與蘇曉萌閃電結婚，宣布退出主持。
後期為綜藝節目，因台灣樂金電器（LG Electronics Taiwan Taipei Co., Ltd.）掛名贊助而改名《非常男女 Love Game》，主持人為胡瓜、況明潔，邀請藝人上節目玩遊戲，主持期間為2002年12月5日至2003年9月25日。

## 影響
1996年，鳳凰衛視購得《非常男女》中國大陸播映權，排在鳳凰衛視中文台播出。1998年，《非常男女》在中國大陸走紅，引發湖南衛視《玫瑰之約》、海南電視台《男女當婚》、陝西電視台《好男好女》等20多個節目皆模仿《非常男女》。2001年，與中視策略聯盟的新加坡報業控股傳訊購得《非常男女》新加坡播映權，5月11日起排在優頻道播出。
1997年10月12日，胡瓜評論《非常男女》與臺灣電視公司交友節目《我愛紅娘》的差異：「以前《我愛紅娘》談的只是個人。現在《非常男女》談論的不只是個人，透過〈非常話題〉的討論，會觸及到許多社會、時事、家庭、兩性方面的議題；在這個討論的過程中，男女雙方個別的價值觀會慢慢浮現出來。」
1999年1月，高怡平表示，《非常男女》是她的伯乐，把她带入演艺生涯的高峰；中國大陸地方電視台播放《非常男女》，是王菲到台湾做宣传的时候告诉她的。百是傳播節目部經理韓秋鳴說，《非常男女》篩選來賓的標準，“毕竟是综艺节目，为了效果，最重要的就是不能木讷、怯场，要肯讲、敢讲，不要辞不达意。长相不一定非是赏心悦目的美女俊男，但也不能让人看着难过。节目上过非常美丽的女子，但没出现过残疾人。”
1999年12月，中視、百是傳播、長樂文化公司（中視《大陸尋奇》製作單位）共同成立大中國際多媒體，為中視子公司（中視持股67%）。
2000年8月，《非常男女》播出《矽谷黃金單身漢特別專輯》，邀請美國矽谷工程師十人回國參加錄影，引起轟動。
2001年1月，百是傳播授權台灣東販出版專書《非常男女之非常話題》（台灣東販「非常話題」特搜小組編，ISBN 957-473-113-8），選錄《非常男女》之單元〈非常話題〉12個話題，分3個單元〈兩性異同篇〉、〈情愛篇〉、〈情變篇〉；2002年1月，浙江人民出版社出版此書。
2001年7月，百是傳播受美國西岸洛杉磯僑界邀請，前往洛杉磯製作《非常男女 美西特輯》。
2009年3月，高怡平表示，她受《非常男女》影響，也成為相親一族，然後結婚。高怡平介紹，《非常男女》每集邀請各行業的優秀未婚男女20人，通過〈一見鍾情〉、〈非常話題〉、〈二見鍾情〉、〈老實說〉、〈非常速配〉5個單元，「在我和胡瓜詼諧的穿針引線下，讓20位非常男女從第一次印象到兩性溝通，再到個人的家庭背景或愛情條件的深入了解，最後速配成功」。
2018年11月，衛視中文台益智節目《歡樂智多星》錄影，高怡平披露曾被胡瓜說「做《非常男女》絕對嫁不掉」，胡瓜隨即接話「結果妳嫁了，我離婚了」。
2024年2月，高怡平說，《非常男女》做了六年，前四年努力幫人配對，後面一年多社會就已經改變，「現代的人，談戀愛已不需要別人幫忙了」，「做配對沒人看了，我們直接變成談話節目」。
2024年3月4日，TVBS歡樂台益智節目《拜託ATM》首播記者會，胡瓜說，他的錄影習慣是不拿手卡、不看題目、不預先知道來賓，「我是很憑感覺的，很真實。以前做《非常男女》，也不知道是誰，上去才開始問；如果先知道了，會有預設立場。」

## 相關節目
《非常男女》前期版本播出期間，百是傳播也在中視製作兩性交友節目《非常關係》，主持人為吳宗憲、高怡平；百是傳播也在中華電視公司製作了專供離婚或喪偶者參加的兩性交友節目《真情相對》，主持人為胡瓜、吳淡如。